# Піддубний Ігор Миколайович
Ігор Миколайович Піддубний — український журналіст кінодокументаліст, автор понад двадцяти історичних фільмів-розслідувань, засновник 11 ЗМІ, в тому числі перших в країні незалежних телерадіокомпаній, інтернет-телебачення.

## Біографія
Народився 18 червня 1965 року в Харкові. Закінчив Харківський національний університет радіоелектроніки в 1990 році за спеціальністю радіотехніка. У 2007 році закінчив НАУ за спеціальністю фінансовий менеджмент. Проходив службу у Збройних Силах СРСР, служив в Угорщині закінчив курси начальників телецентрів, пройшов стажування на факультеті журналістики Віденського Державного університету, навчався у Вищій Школі засобів масової інформації Армії і Флоту.
З 1991 роках в Харкові працював на каналах недержавного телебачення і радіо: заступник завідувача Харківського бюро Всесоюзної Телекомпанії «НІКА-ТВ», директор «Ніка-Відео», засновник і шеф-редактор журналу «ПРОГУЛЯНКИ». генеральний директор «Радіо-50», директор «Майстер-Радіо», організатор радіомосту Пітер — Харків, і керівник проектів «Радіо Модерн» і «Радіо Мелодія» в Україні.
З 2001 року по 2011 створив і керував медіа-холдингом у Харкові, який включав у себе: Радіо «Нова хвиля», Радіо «L-Fm», Радіо «Зроблено в СРСР»; Телебачення «Харківські новини» і газету-тижневик «П'ятниця»
Головний редактор тижневика «П'ятниця», директор ТОВ «Робінзон і Ко».
У 2011 році створив перше в Україні інтернет-телебачення Robinzon.tv
Автор і ведучий історичної програми «Культурний шар», яка виходила щотижнево протягом трьох років на місцевих телеканалах. Кінорежисер-документаліст України, автор документальних фільмів про історію міста Харкова та України. Фільми-розслідування «Степан Бандера: Україна між червоним і чорним» і «Крим. Курорт суворого режиму» отримали найвищі нагороди міжнародного фестивалю документальних фільмів «Київська фортеця» (Київ, Україна), а так само були показані в рамках програми підготовки до квітневого референдуму в Нідерландах про асоціацію України і Європейського союзу у 2016 році нідерландської організацією «COVOR» і медіапроектів Blinibioscoop.
У 2006 року заснував та по теперішній час веде електрону «Книгу пам'яті Харківської області», допомагаючи родичам загиблих за Харківщину у Другій світовій війні.
Директор інституту медіа-комунікації Національної академії управління (м. Київ).
Засновник і керівник громадської організації «Спілка сприяння пошуку і повернення історичних і культурних цінностей України».

## Досягнення і нагороди
У 2015 році присвоєно звання Заслужений журналіст України, У 2007 році нагороджений Почесною грамотою Кабінету Міністрів України «за неоціненний внесок у розвиток української журналістики та високий професіоналізм».
У 2007 році нагороджений Знаком Відмінності Української православної церкви «За духовне виховання підліткового покоління країни».
У 2006 році нагорода «Зірка слави» Міністерства внутрішніх справ України.
У 2006 році нагороджений Почесною Грамотою Харківської міської ради.
У 2013, 2014 роках документальні фільми «Степан Бандера. Україна між червоним і чорним», «Крим. Курорт суворого режиму», «Повернення» завоювали перші місця на міжнародному фестивалі документального кіно «Київська Фортеця».
У 2018, 2019, 2012 роках документальні фільми "Повернення", "Призначаю тебе зрадником", "Планета Сковороди" здобули Гран-прі  VIII Міжнародного фестивалю історичного кіно "Поза часом" 
Нагороджений у 2020 році Почесною відзнакою Харківської обласної ради «Слобожанська слава».

## Політична діяльність
2006—2010 рр. — депутат Харківської обласної ради.
2010—2015 рр. — депутат Харківської міської ради.
З 2005 по 2015 член партії «Батьківщина».
Відомий своїми різкими висловлюваннями, як журналіст і депутат, проти діючого мера Харкова Геннадія Кернеса
Тим часом наприкінці 2005 року Піддубний розпочав власну політичну кар'єру в харківському місцевому самоврядуванні, приєднавшись до Всеукраїнського об'єднання «Батьківщина» у грудні. У 2006 році був обраний депутатом Харківської обласної ради
Влітку 2010 року Піддубний допомагав захищати міський ліс Харкова від прокладання дороги та пов'язаної з цим вирубки дерев, ініційованої Геннадієм Кернесом. Спроба захистити ліс зазнала невдачі, оскільки протестуючі були побиті, їх табір зруйнований про-Кернесовими титушками, а дорога врешті-решт побудована. У 2010 році Піддубний також працював помічником народного депутата України Володимира Філенка.
Восени 2010 року в Україні відбувся політичний зсув, коли Віктора Януковича було обрано президентом. В одночасно проведених місцевих виборах Ігор Піддубний був успішно обраний депутатом Харківським міської ради.

## Особисте життя
Одружений вдруге. Виховує двох синів. Хобі фотографія.

## Створення фільмів
Кар'єра Піддубного, як режисера почалася у 2010 році документальним фільмом «Неугодні» (російською мовою: Неугодные), яким підкреслює як багато сучасних українців мають предків, яких переслідували комуністи чи нацисти. Фільм був схвалений позитивно.
Незважаючи на те, що документальні фільми Піддубного стосуються української історії, вони знімаються російською мовою і спеціально спрямовані на аудиторію російськомовних як в Україні, так і в Росії. Піддубний зазначив дві причини цього рішення. По-перше, україномовна аудиторія набагато краще знає українську історію, ніж російськомовні українці. По-друге, російська аудиторія значно більша.

### Степан Бандера: Україна між червоним і чорним
Документальний фільм "Степан Бандера: Україна між червоним і чорним" заглиблюється в життя Степана Бандери, ідеолога українського націоналізму. Документальний фільм був знятий у 2014 році в багатьох місцях, включаючи місце народження Бандери Старий Угринів; інші українські міста, пов’язані з Бандерою та його послідовниками; Жезказган в Казахстані Казахстан (місцезнаходження найбільшого ГУЛАГУ для українських політв'язнів); і у московських архівівах. Як і інші фільми Піддубного, він був спрямований насамперед на російськомовну аудиторію Східної України та Росії.
Фільм отримав загальні позитивні відгуки критиків, які вважали, що Піддубному вдалося зберегти незалежну точку зору, вільну від пропаганди, для будь-якої з сторін, і що така розповідь про Степана Бандеру вже давно назріла. Критик Борис Бахтєєв вважає, що Піддубний ще не повністю звільнив свій світогляд від радянської пропаганди та міфології, створеної навколо Бандери.
Документальний фільм очолив рейтинг UA: First, національного телевізійного каналу в Україні за 2015 рік. Він отримав додаткову аудиторію на YouTube і на 1+1 (телеканал), . Станом на 2020 рік він залишається фільмом Піддубного з найбільшими переглядами.

### Крим: курорт суворого режиму
Прем'єра відбулася у жовтні 2015 р. Документальний фільм «Крим: курорт суворого режиму» - це чотирисерійний мінісеріал, який досліджує 250 років історії Криму. Він досліджує питання, хто мав більш справедливу претензію на Кримський півострів, який був анексован Росією в 2014 році. Мінісеріал отримав позитивні відгуки від українських критиків.
Мінісеріал використовує багато раніше не опублікованих НКВД архівних документів,, що спонукає Іну Долженкову, Українську асоціацію кінематографістів, назвати документальний фільм "болісною ляпасою" українцям, які зацікавились історією Криму лише після його анексії.

### УКРАЯ
Прем'єра відбулася у 2016 р. Документальний фільм-розслідування про події, які відбувалися перед розпадом СРСР і становленням незалежної держави Україна, фільм намагається знайти відповідь на питання: Україна або украя? Держава або прикордонна територія? У фільмі показані невідомі сторінки нашої історії: події після Чорнобильської катастрофи, як проходило голосування по Незалежності і як до цього поставилися за кордоном, як підписувалися Біловезькі угоди, як вирішувалися питання церкви, Криму та як передавалося ядерну зброю. У фільмі унікальні інтерв'ю: Бориса Єльцина, Леоніда Кравчука, Станіслава Шушкевича, Вітаутаса Ландсбергіса, Патріарха Філарета, Бориса Патона, Емануеліс Зінгеріс, Євгена Комаровського, Левко Лук'яненко, Олеся Донія, Степана Хмари, Дмитро Павличко, Бориса Соколова, Рефата Чубарова, Івана Дзюби, Святослава Вакарчука, Анатолія Тарасенко та інших.

### Іван Мазепа: Призначаю тебе зрадником
Знімався протягом 18 місяців між 2017 і 2019 роками,, документальний фільм "Іван Мазепа: Призначаю тебе зрадником" досліджує життя Івана Мазепи, суперечливого Гетьмана Запорізької Січі, який суперечливо зображений в російській та українській історіях. Знімальна група працювала в Україні, Австрії, Румунії, Росії та Швеції, щоб представити вичерпний образ Мазепи. Два російські історики, Євген Анісімов та Тетяна Таїрова-Яковлева знялися у фільмі як консультанти. Музикальне супроводження фільму білоруський і шведський скрипаль, музикознавець, публіцист і популяризатор класичної музики Михайло Казінік
Прем’єра документального фільму відбулася в харківському театрі в березні 2019 р. Крім українського телебачення, фільм демонструвався на міжнародному рівні в межах української діаспори в США та Європі, зокрема Відень, Будапешт та Стокгольм. У 2019 році він отримав Гран-прі на фестиваль історичного кіно  Поза Часом  і був предметом майстер-класу у Харківській державній академії культури.
Документальний фільм отримав позитивні відгуки від українських істориків. Олександр Галенко та Сергій Павленко та російський історик Борис Вадимович Соколов. Однак документальний фільм зазнав критики, оскільки він був знятий російською, а не українською мовою. 

### Планета Сковороди
Фільм присвячений життю та діяльності українського філософа Григорія Сковорди, знятий до 300-річчя великого філософа. У фільмі автор намагався відповісти на питання, чому Сковорода любив Слобожанщину і оспівував її у своїх творах. Гран-прі міжнародного фестівалю документального історичного кіно "Поза часом" у 2021р.

### Звичайний рашизм
Документальний фільм-розслідування 2023 року витоків явища відомого як "рашизм" Рашист – це не будь-яка росіянин, рашизм – це не копія фашизму. Це конкретне зло, якому надали ім'я. 

## Фільмографія
| Original title (in Russian)                    | Ukrainian title                               | English title                                 | Year | Ref    |
| ---------------------------------------------- | --------------------------------------------- | --------------------------------------------- | ---- | ------ |
| Неугодные                                      | Неугодні                                      | Undesirables                                  | 2010 | [ 45 ] |
| Неоднозначные                                  | Неоднозначні                                  | Controversials                                | 2011 | [ 45 ] |
| Живая душа                                     | Жива душа                                     | Living Soul                                   | 2012 |        |
| Несчастливая звезда                            | Нещаслива зірка                               | Unlucky Star                                  | 2012 |        |
| В августе 43-го                                | У серпні 43-го                                | In August 1943…                               | 2013 | [ 45 ] |
| Увековечить нельзя забыть                      | Увічнити не можна забути                      | Memorialize or Forget?                        | 2013 |        |
| Харьков 1941–43. Жизнь как она есть.           | Харків 1941–43. Життя як воно є.              | Kharkiv 1941–43: Life in the Raw              | 2014 | [ 45 ] |
| Степан Бандера: Украина между красным и чёрным | Степан Бандера: Україна між червоним і чорним | Stepan Bandera: Ukraine between red and black | 2015 | [ 46 ] |
| Крым. Курорт строгого режима                   | Крим. Курорт суворого режиму                  | Crimea: Maximum Security Resort               | 2015 | [ 30 ] |
| Вечный огонь                                   | Вічний вогонь                                 | Eternal Flame                                 | 2016 |        |
| Иван                                           | Іван                                          | Ivan                                          | 2016 | [ 45 ] |
| УКРАЯ                                          | УКРАЯ                                         | Borderland                                    | 2016 | [ 47 ] |
| Возвращение                                    | Повернення                                    | Restitution                                   | 2017 | [ 48 ] |
| Иван Мазепа. Назначаю тебя предателем.         | Іван Мазепа. Призначаю тебе зрадником.        | Ivan Mazepa: I appoint you a traitor          | 2019 | [ 49 ] |
| Ковчег                                         | Ковчег                                        | The ark                                       | 2020 | [ 50 ] |
| Планета Сковороди                              | Планета Сковороди                             | Planet of Skovoroda                           | 2021 |        |
| Звичайний рашизм                               | Звичайний рашизм                              | Ordinary rashism                              | 2023 |        |